# Kisilskoje
Kisilskoje (russisch Кизи́льское) ist ein Dorf (selo) in der Oblast Tscheljabinsk in Russland mit 6651 Einwohnern (Stand 14. Oktober 2010).

## Geographie
Der Ort liegt gut 300 km Luftlinie südwestlich des Oblastverwaltungszentrums Tscheljabinsk und gut 15 km östlich der bereits zu Baschkortostan gehörenden Stadt Sibai im Steppengebiet am Ostrand des südlichen Ural. Er befindet sich überwiegend am rechten Ufer des Flusses Ural, der dort die Grenze zwischen Europa und Asien markiert, bei der Einmündung des rechten Zuflusses Bolschoi Kisil (Großer Kisil).
Kisilskoje ist Verwaltungszentrum des Rajons Kisilski sowie Sitz der Landgemeinde Kisilskoje selskoje posselenije, zu der außerdem die Siedlungen Proletarka (4 km nördlich, am linken Ural-Ufer) und Sokolki (14 km südsüdöstlich, am rechten Ural-Ufer) gehören.

## Geschichte
Der Ort entstand 1743 als befestigte Siedlung an der damaligen Grenzlinie Troizk –Orsk des Russischen Reiches. Der Name wurde von der Bezeichnung des dort in den Ural mündenden Flusses abgeleitet, vom turksprachigen Wort kisil für „rot“ in Bezug auf die Farbe der Felsen an seinem Ufer. Mitte des 19. Jahrhunderts wurde der Ort zu einer Kosakenstaniza unter der Namensform Kisilskaja.
Seit 4. November 1926 ist Kisilskoje Verwaltungssitz eines nach ihm benannten Rajons.

### Bevölkerungsentwicklung
| Jahr | Einwohner |
| ---- | --------- |
| 1897 | 2800      |
| 1939 | 2848      |
| 1959 | 3371      |
| 1970 | 4333      |
| 1979 | 5393      |
| 1989 | 6700      |
| 2002 | 6496      |
| 2010 | 6651      |

Anmerkung: Volkszählungsdaten

## Verkehr
Kisilskoje liegt an der Regionalstraße 75K-005 von Magnitogorsk nach Sibai (ehemals R361, von Sibai weiter über Baimak in den Zentralteil Baschkortostans nach Meleus). In Sibai befindet sich auch die nächstgelegene Bahnstation, Endpunkt einer Nebenstrecke von Magnitogorsk. Nach Osten zweigt die 75K-009 über das benachbarte Rajonzentrum Bredy zur per Straße 185 km entfernten Grenze nach Kasachstan ab, nach Süden von Kisilskoje uralabwärts die 75K-123 zum Dorf Bogdanowskoje.